# Cerkiew św. Paraskewy w Żelechowie Wielkim

Zachodnie wrota do cerkwi w Żelechowie Wielkim

Cerkiew św. Paraskewy – drewniana cerkiew greckokatolicka znajdująca się we wsi Żelechów Wielki (ukr. Великосілки, Wełykosiłki), w obwodzie lwowskim, w rejonie kamioneckim na Ukrainie. 

## Historia cerkwi
Świątynię zbudował w 1891–92 roku ówczesny proboszcz Jan Zachariasiewicz (1834–1924) według projektu profesorów Politechniki Lwowskiej Juliana Zachariewicza i Michała Kowalczuka. Kolatorami i darczyńcami cerkwi byli okoliczni właściciele ziemscy – hrabia Tadeusz Dzieduszycki (1841–1918) oraz Jan Paygert (1863–1917).
Ikonostas i wystrój świątyni wykonał rzeźbiarz z Kamionki Strumiłowej Michał Nakonieczny (1874–1935).

## Architektura
Trójkopułowa cerkiew na planie krzyża wzorowana na cerkwi św. Jura w Drohobyczu została otoczona arkadową galerią pokrytą szerokim zadaszeniem. Konstrukcja zrębowa, trójdzielna na murowanym fundamencie. Trzy ośmioboczne, baniaste kopuły kryją prezbiterium, nawę i babiniec. Cerkiew jest orientowana i posiada trzy wejścia, w tym główne położone na zachodniej ścianie babińca, obudowane wysokim gankiem z balkonem. Na ościeżu głównych drzwi wycięto cyrylicą napis dziękczynny dla kolatorów: В ім`я Отця і Сина і Святого Духа амінь. Цей храм створений за допомогою чесних прихожан і благородних жертводавців графа Тадея і Анни Дідушицьких та Івана і Леонтини Пайгертів року Божого 1892.
Pierwotnie ściany cerkwi i dach były pokryte gontem. Obecnie obite gontem ściany pomalowano na żółto, a dachy pokryto nową srebrzystą blachą.
Niedaleko cerkwi stoją murowana potrójna dzwonnica i obita rustykalnym deskowaniem studnia z kołowrotem.